# Heteromyza atricornis
Heteromyza atricornis är en tvåvingeart som beskrevs av Johann Wilhelm Meigen 1830. Enligt Catalogue of Life ingår Heteromyza atricornis i släktet Heteromyza och familjen Heteromyzidae, men enligt Dyntaxa är tillhörigheten istället släktet Heteromyza och familjen myllflugor. Arten har ej påträffats i Sverige. Inga underarter finns listade i Catalogue of Life.